# Pesa 401M
Pesa 401M (seria SA123) – wagon sterowniczy stosowany jako doczepa do szynobusów Pesa 214M serii SA106. Wagon ten został zbudowany przez Pesę Bydgoszcz dla urzędu marszałkowskiego województwa kujawsko-pomorskiego w liczbie 5 sztuk.

## Geneza
W województwie kujawsko-pomorskim, szczególnie w jego zachodniej części, znajduje się wiele niezelektryfikowanych linii kolejowych. Od 2007 roku są one obsługiwane przez spółkę Arriva RP. Na liniach eksploatowane są w dużej mierze szynobusy Pesa 214M serii SA106, które jednak w trakcji pojedynczej okazywały się często zbyt małe. W celu rozwiązania problemu sprzęgano dwie jednostki typu 214M ze sobą albo jedną ze zwykłym wagonem osobowym. Pierwszy sposób powodował większe zapotrzebowanie na wagony spalinowe, a drugi zwiększenie liczby manewrów na stacjach, gdyż kabina maszynisty musi znajdować się na czole składu. Z tego powodu zdecydowano się na zakup wagonów sterowniczych z kabiną na końcu.

## Konstrukcja
Wagony serii SA123 są produkowane przez bydgoską Pesę. Podczas konstrukcji wykorzystano wiele rozwiązań stosowanych w innych szynobusach. Pojazdy te są, obok wagonów serii SA121 i SA122, jedynymi z trzech typów wagonów sterowniczych w trakcji spalinowej w Polsce i jedynymi, które nie występują w stałym zespole pojazdów.

### Pudło

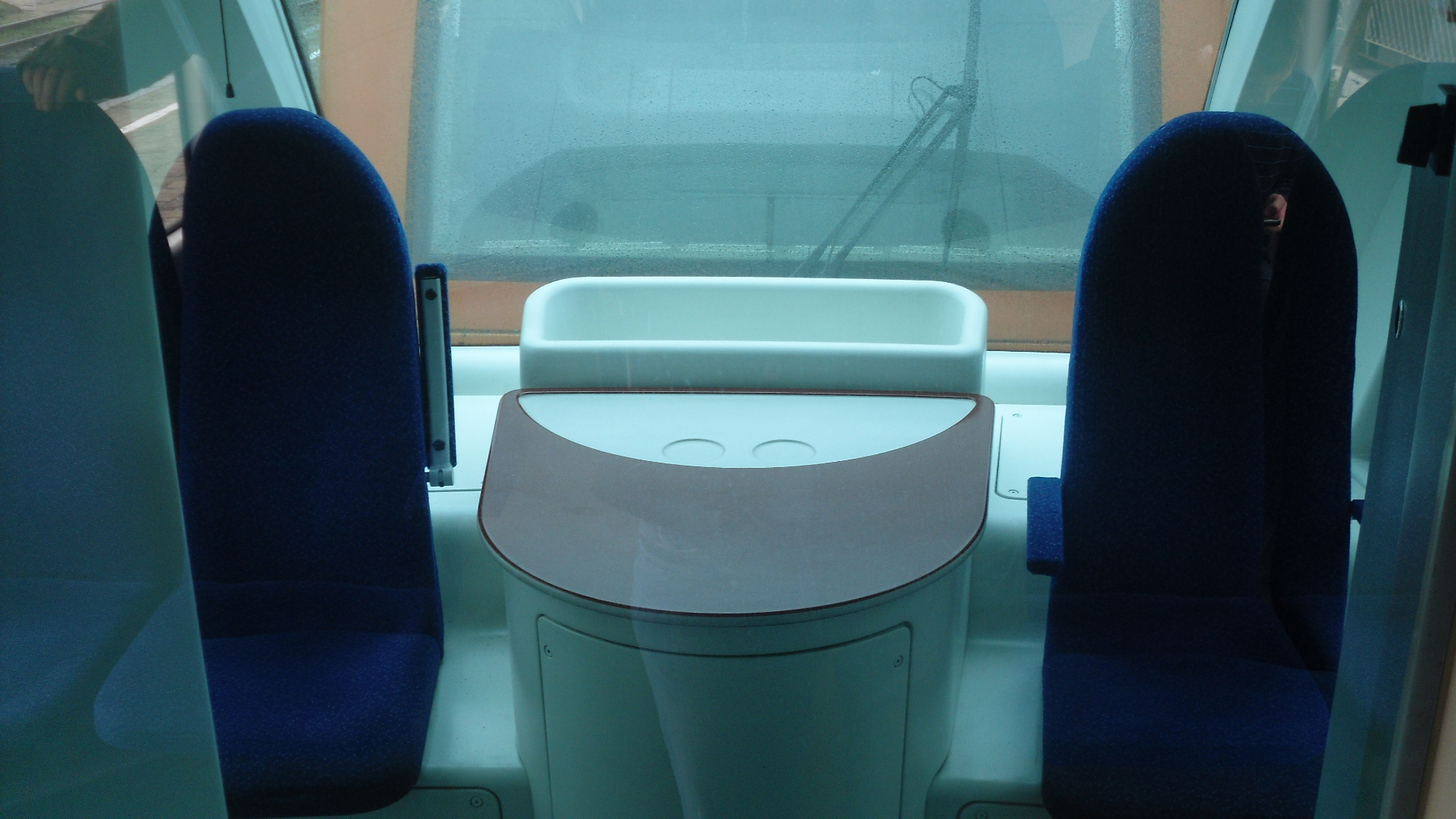
Przedział służbowy

Pudło wagonu jest niemal identyczne, jak nadwozie pojazdu typu 214Mb. Wagon, w przeciwieństwie do pojazdów z rodziny 214M, ma tylko jedną parę drzwi na stronę (w 214M taki układ pojawił się również w 2012 roku w wersji dla Kolei Mazowieckich oznaczonej serią SA135).

### Wnętrze
Wagon jest w około 50% niskopodłogowy. Podłoga niska znajduje się na wysokości 600 mm ponad główką szyny, natomiast podłoga wysoka na 1290 mm. Pojazd posiada jedną toaletę nieprzystosowaną dla osób niepełnosprawnych, 70 stałych miejsc siedzących oraz 8 rozkładanych w strefie niskiej podłogi. Przestrzeń pasażerska jest monitorowana i klimatyzowana.
W wagonie znajduje się jedna klimatyzowana kabina sterownicza, która jest identyczna z kabiną maszynisty wagonu serii SA106, a na przeciwległym końcu umieszczono przedział służbowy dla drużyny konduktorskiej wyposażony w dwa fotele ustawione przodem do środka wagonu oraz stolik między nimi.

### Agregat
Pod częścią podłogi znajduje się agregat prądotwórczy Lechomotoren (o mocy 56kW) napędzany silnikiem spalinowym Perkins. Agregat zasila wszystkie obwody elektryczne niezależnie od podpiętego wagonu silnikowego.

### Wózki
W wagonie zastosowano wózki toczne JBg 3965, pozwalające na jazdę z prędkością 120km/h (takie same jak w pojazdach typu 214M). Jako pierwszy stopień usprężynowania zawieszenia zastosowano elementy metalowo-gumowe, a jako drugi poduszki pneumatyczne. Ponadto wózki wyposażono w hamulec tarczowy, piasecznice i urządzenia smarowania obrzeży skrajnych zestawów kołowych.

## Eksploatacja

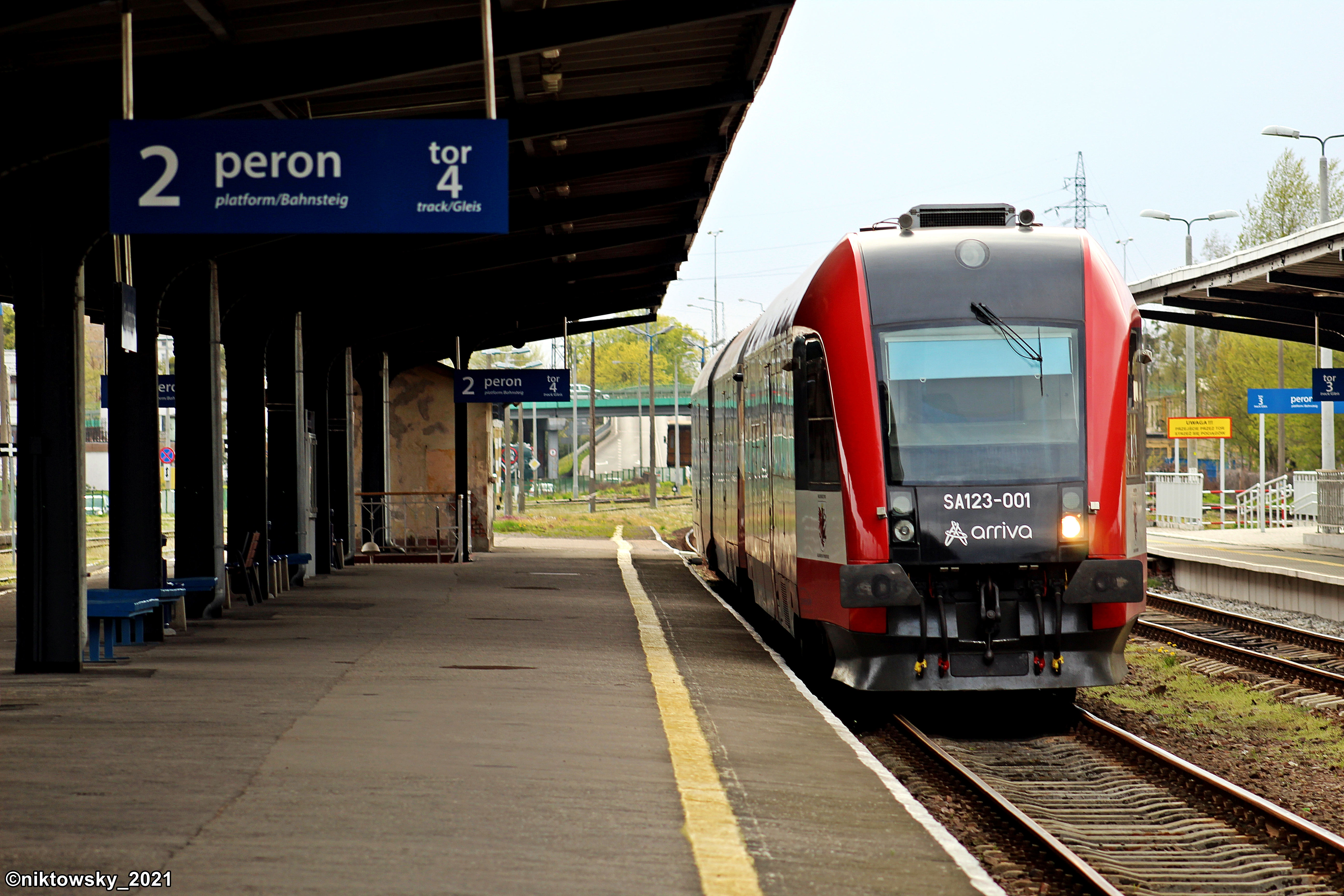
SA123-001 Arriva RP

Na początku 2009 roku Urząd Marszałkowski w Toruniu zamówił w Pesie wagon sterowniczy, który mógłby współpracować z posiadanymi szynobusami 214M. Pięć wagonów kosztowało w sumie 23,7 mln złotych. Zostały one zakupione ze środków Regionalnego Programu Operacyjnego Województwa Kujawsko-Pomorskiego.
Wszystkie pięć wagonów zostało odebranych przez Urząd Marszałkowski 29 i 30 lipca 2009. Uroczystość z okazji przekazania do eksploatacji odbyła się 3 sierpnia w Chełmży. Pierwszy pojazd (SA123-001) został przekazany spółce PKP PR do obsługi połączenia Bydgoszcz Główna – Chełmża, a pozostałe 4 spółce Arriva PCC Rail do obsługi połączeń regionalnych w województwie. 

### PKP Przewozy Regionalne/Przewozy Regionalne
Wagon SA123-001 został przekazany ówczesnej spółce PKP Przewozy Regionalne, jednakże mały ruch na linii łączącej Bydgoszcz z Chełmżą powodował, że poza przejazdem inauguracyjnym pojazd ten nie wyruszał w trasę i stał w hali toruńskiej lokomotywowni. W późniejszym okresie pojazd ten został przekazany Arrivie.

### Arriva PCC/Arriva RP
Początkowo spółce Arriva PCC przekazano 4 wagony, z których 2 skierowano do obsługi tras Toruń – Grudziądz i Bydgoszcz – Tuchola jako doczepa do SA106, a 2 pozostałe stanowiły rezerwę. W późniejszym okresie spółce przekazano również piąty SA123.